# Деллавинья, Стефано
Стефано Деллавинья (англ. Stefano DellaVigna, род. 19 июня 1973, Комо, Италия) — итальянский экономист, заслуженный профессор экономики и делового администрирования Калифорнийского университета в Беркли. Его исследования сосредоточены на поведенческой экономике. Он опубликовал исследования о влиянии Fox News на поведение избирателей, влиянии фильмов о насилии на уровень насильственной преступности, реакции инвесторов фондового рынка на корпоративные объявления о «разочаровывающих» доходах и многие другие. Его работы публиковались в таких международных изданиях, как American Economic Review, Quarterly Journal of Economics, Journal of Finance и Journal of Labor Economics.

## Биография и образование
Родился 19 июня 1973 года в итальянском городе Комо. В 1992 году поступил на экономический факультет Университета Боккони, который окончил с отличием в 1997 году, защитив дипломную работу по теориям принятия решений. В 2000 году окончил магистратуру Гарвадского университета, а в 2002 году получил докторскую степень в области экономики.

## Личная жизнь
Состоит в браке с Ульрикой Малмендиер. Имеет троих детей.

## Карьера
С 2002 года преподает в Калифорнийском университете в Беркли, сначала в качестве доцента, затем, с 2012 года, в качестве профессора. Преподавал курсы «Психология и Экономика», «Применение психологии и экономики», «Микроэкономическая теория». Ответственный исполнитель исследования по гранту Национального научного фонда (2004—2007), стипендиат Фонда Альфреда П. Слоуна за 2008—2010 гг. Является лауреатом премии «Выдающееся преподавание» (2008). С 2009 по 2013 год был соредактором журнала Европейской экономической ассоциации (ЕЭА).

## Научная деятельность

### Эффект проблем с самоконтролем
В 2006 году в соавторстве со своей женой Ульрикой Малмендиер опубликовал статью «Paying Not to Go to the Gym», изучающую влияние склонности людей к чрезмерной уверенности в своих положительных качествах на поведение потребителей на рынке и их выбор из меню контрактов. В исследовании анализируются данные о контрактном выборе и ежедневных решениях (посещать спортзал или нет) 7752 членов трёх американских спортзалов в течение трёх лет. Была выявлена следующая модель поведения: участники, которые каждый месяц заключают контракт со спортзалом с фиксированной ежемесячной платой более 70 долларов, посещают спортзал в среднем 4,3 раза в месяц. Они платят за ожидаемый визит более 17 долларов, хотя могли бы заплатить 10 долларов за визит, используя контракт на 10 посещений. В среднем эти пользователи теряют около 600 долларов за время членства. Было также замечено, что потребители, которые выбирают ежемесячный контракт, на 17 % чаще продолжают посещать спортзал более одного года посещения, чем посетители, которые заключают контракт на 1 год с единоразовой фиксированной оплатой. Стефано Деллавинья и Ульрика Малмендиер приходят к выводу, что чрезмерная уверенность в будущем самоконтроле или в будущей эффективности влияет на выбор посетителей из меню контрактов. Агенты переоценивают будущую посещаемость, откладывают расторжение контракта всякий раз, когда возобновление происходит автоматически, и теряют деньги.

### Эффект Fox News
В 2007 году в соавторстве с Итаном Капланом опубликовал статью «The Fox News Effect: Media Bias and Voting», посвященную влиянию СМИ на процесс голосования и избирателей. В исследовании рассматривается выход Fox News на кабельные рынки и его влияние на голосование. В период с октября 1996 года по ноябрь 2000 года консервативный канал Fox News был введен в кабельное вещание в 20 % американских городов. . Используя данные о голосовании по 9 256 городам, Стефано Деллавинья и Итан Каплан исследуют, получили ли республиканцы долю голосов в городах, где Fox News вышла на кабельный рынок к 2000 году. В ходе исследования была выявлена корреляция между фактом введения Fox News на кабельное телевидение и долей голосов на президентских выборах в период 1996—2000 гг. Республиканцы набирают от 0,4 до 0,7 процентных пункта в городах, которые транслируют Fox News. Было также выявлено значительное влияние Fox News на долю голосов в Сенате и на явку избирателей. По оценкам Стефано Деллавинья и Итана Каплана, Fox News убедила от 3 % до 8 % своих зрителей проголосовать за республиканцев.

### Эффект фильмов о насилии
В 2009 году в соавторстве с Гордоном Далом опубликовал статью «Does Movie Violence Increase Violent Crime?», в которой анализировалось влияние насилия в фильмах на насильственную преступность. Были использованы вариации уровня насилия в блокбастерах с 1995 по 2004 год и данные о нападениях в тот же период. В ходе исследования было обнаружено, что количество насильственных преступлений снижается в те дни, когда большая театральная аудитория смотрит жестокие фильмы. Увеличение аудитории фильмов с насилием в отрезок 18:00 — 00:00 снижает уровень насильственных преступлений на 1,1 % до 1,3 %. После просмотра фильма в отрезок 00:00 — 6:00 насильственные преступления уменьшаются на еще больший процент. Этот вывод объясняется самоотбором личностей, склонных к насилию. Авторы также допускают, что потребление алкоголя снижает количество просмотров фильмов о насилии. Таким образом, Стефано Деллавинья и Гордон Дал приходят к выводу о том, что в краткосрочной перспективе жестокие фильмы сдерживают почти 1000 нападений в среднем в выходные.

## Последние работы[2]
- RCTs to Scale: Comprehensive Evidence from Two Nudge Units", with Elizabeth Linos, July 2020
- «Gender Differences in Peer Recognition by Economists», with David Card, Patricia Funk and Nagore Iriberri, May 2020
- «Evidence on Job Search Models from a Survey of Unemployed Workers in Germany», with Joerg Heining, Johannes F. Schmieder and Simon Trenkle, March 2020 Online Appendix
- «Estimating Social Preferences and Gift Exchange with a Piece-Rate Design», with John List, Ulrike Malmendier and Gautam Rao, June 2019
- «Stability of Experimental Results: Forecasts and Evidence» with Devin Pope, May 2019
- Update to «Nine Facts about Top Journals in Economics» (4/2018)
- «The Obama Effect on Economic Outcome: Evidence from Event Studies», July 2010.

## Публикации[2]
- «Forecasting the Results of Experiments: Piloting an Elicitation Strategy», (with Nicholas Otis and Eva Vivalt), AEA Papers and Proceedings, forthcoming.
- «What do Editors Maximize? Evidence from Four Economics Journals» (with David Card), Review of Economics and Statistics, March 2020, Vol. 102, 195—217.
- «Are Referees and Editors in Economics Gender Neutral?» (with David Card, Patricia Funk, Nagore Irriberri), Quarterly Journal of Economics, February 2020, Vol. 135, 269—327..
- «Uniform Pricing in US Retail Chains» (with Matthew Gentzkow), Quarterly Journal of Economics, November 2019, Vol. 134, 2011—2084
- «Predict Science to Improve Science» (with Devin Pope and Eva Vivalt), Science, October 25 2019, Vol. 366, 428—429.
- «Predicting Experimental Results: Who Knows What?» (with Devin Pope), Journal of Political Economy, December 2018, Vol. 126, 2410—2456.
- «Structural Behavioral Economics», Handbook of Behavioral Economics, Volume 1 (eds. Doug Bernheim, Stefano DellaVigna, and David Laibson), Elsevier, October 2018.
- «What Motivates Effort? Evidence and Expert Forecasts» (with Devin Pope), Review of Economic Studies, April 2018, Vol. 85, 1029—1069.
- Reference-Dependent Job Search: Evidence from Hungary (with Attila Lindner, Balazs Reizer and Johannes F. Schmieder), Quarterly Journal of Economics, November 2017, Vol. 132, 1969—2018.
- Does Conflict of Interest Lead to Biased Coverage? Evidence from Movie Reviews (with Johannes Hermle), Review of Economic Studies, October 2017, Vol. 84, 1510—1550.
- Voting to Tell Others, with John List, Ulrike Malmendier and Gautam Rao, Review of Economic Studies, January 2017, Vol. 84, 143—181.
- Market-based Lobbying: Evidence from Advertising Spending in Italy, with Ruben Durante, Brian Knight and Eliana La Ferrara, AEJ:Applied Economics, January 2016, Vol. 8, 224—256.
- Economic and Social Impacts of the Media, with Eliana La Ferrara, Handbook of the Economics of the Media, Vol. 1, Elsevier, January 2016.
- Page Limits on Economics Articles: Evidence from Two Journals, with David Card, Journal of Economic Perspectives, Summer 2014, Vol. 28, pp. 149—168.
- Cross-border media and nationalism: Evidence from Serbian radio in Croatia, with Ruben Enikolopov, Vera Mironova, Maria Petrova and Ekaterina Zhuravskaya, AEJ: Applied Economics, July 2014, Vol. 6, pp. 103—132.
- The Importance of Being Marginal: Gender Differences in Generosity, with John A. List, Ulrike Malmendier, and Gautam Rao, American Economic Review Papers and Proceedings, May 2013.
- Nine Facts about Top Journals in Economics, with David Card, December, Journal of Economic Literature, March 2013
- Testing for Altruism and Social Pressure in Charitable Giving, with John A. List and Ulrike Malmendier, Quarterly Journal of Economics, February 2012, Vol. 127, pp. 1-56
- The Role of Theory in Field Experiments, with David Card and Ulrike Malmendier, Journal of Economic Perspectives, Summer 2011, Vol. 25, Number 3, pp. 39-62.
- Capital Budgeting vs. Market Timing: An Evaluation Using Demographics, with Joshua Pollet, Journal of Finance, February 2013, Vol. 68.
- Persuasion: Empirical Evidence, with Matthew Gentzkow, Annual Review of Economics, 2010, Vol.2
- Detecting Illegal Arms Trade, with Eliana La Ferrara, AEJ: Economic Policy, November 2010, Vol. 2, pp. 26-57. [DATA]
- The Effect of Fast Food Restaurants on Obesity and Weight Gain, with Janet Currie, Enrico Moretti and Vikram Pathania, AEJ: Economic Policy, August 2010, Vol. 2, pp. 32-63.
- Psychology and Economics: Evidence from The Field, Journal of Economic Literature, June 2009, Vol. 47, pp. 315—372. (Older Version, includes Section on Empirical Methods)
- Does Movie Violence Increase Violent Crime? (with Gordon Dahl), Quarterly Journal of Economics, May 2009, Vol. 124, pp. 677—734.
- Investor Inattention and Friday Earnings Announcements (with Joshua Pollet), Journal of Finance, April 2009, Vol. 64, pp. 709—749. forthcoming, (formerly «Strategic Release of Information on Friday: Evidence from Earnings Announcements»). [DATA on accuracy of earnings announcement dates]
- Demographics and Industry Returns, with Joshua Pollet, American Economic Review, December 2007, Vol 97, pp. 1167—1702. (formerly «Attention, Demographics, and the Stock Market»).
- The Fox News Effect: Media Bias and Voting, with Ethan Kaplan, Quarterly Journal of Economics, August 2007, Vol. 122, pp. 1187—1234. [DATA]
- The Political Impact of Media Bias, with Ethan Kaplan, in Fact Finder, Fact Filter: How media reporting affects public policy, Roumeen Islam, Ed. World Bank Publications, forthcoming.
- Paying Not To go To The Gym with Ulrike Malmendier, American Economic Review, June 2006, Vol. 96, pp. 694—719. [DATA] (formerly Overestimating Self-Control: Evidence from the Health Club Industry" and «Self-Control in the Market: Evidence from the Health Club Industry» (older version, includes model)).
- Contract Design and Self-Control: Theory and Evidence, with Ulrike Malmendier, Quarterly Journal of Economics, 119, May 2004, pp.353-402.
- Job Search and Impatience, with M. Daniele Paserman, Journal of Labor Economics, July 2005, Vol. 23, pp. 527—588.
- Learning to Make Risk Neutral Choices in a Symmetric World, with Marco LiCalzi, Mathematical Social Sciences, 41(1), January 2001, pp. 19-17.